# Sandwich au poisson pané
Un sandwich au poisson pané est un sandwich à base de poisson pané. Il s'agit d'un plat populaire en Grande-Bretagne, où il est considéré comme un aliment réconfortant,. Le sandwich n'a souvent pas d'autre garniture, mais peut inclure de la sauce tartare, de la mayonnaise ou du ketchup.
Le célèbre chef cuisinier Jamie Oliver a décrit le sandwich comme un plaisir coupable : « En tant que chef cuisinier, j'ai toujours l'impression que je ne devrais pas manger quelque chose comme un buttie au poisson pané - mais vous savez quoi, je pense que ça le rend encore meilleur. »
Parmi les restaurants qui ont inclus des sandwichs au poisson pané dans leur menu, citons : Bill's, Kerbisher and Malt et Leon.
En 2017, Birds Eye a parrainé les Fish Finger Sandwich Awards dont la dernière étape s'est déroulée au restaurant Tramshed de Mark Hix. Il y avait des prix séparés pour le meilleur professionnel et la meilleure entrée du public. Les juges étaient Gregg Wallace, Jennifer Bedloe, Xanthe Clay, Peter Lack et Danny Kingston, sous le regard du capitaine Birdseye. Le professionnel gagnant était Chris Lanyon du Chapel Café à Port Isaac, dont la recette comprenait du merlu dans du panko avec une sauce tartare. Gabrielle Sander a fait la meilleure entrée du public, qui était faite de câpres, de jus de citron vert, de mayonnaise au paprika fumé, de roquette et de wasabi, servie dans un bap croustillant,.